# Cory Hardrict
Cory Hardrict (Chicago, 9 november 1979) is een Amerikaans acteur. Hij acteert sinds 1998. Hij was ook uitvoerend regisseur voor de film Neighborhood Watch (2007).

## Biografie
Hardrict begon zijn carrière in de jaren 90. Hij kwam wekelijks in verschillende programma's, waaronder in Smart Guy, Felicity, Once and Again en ER. Hij maakte zijn filmdebuut in 1999 in de romantische komedie Never Been Kissed. Hadrict speelde ook in Creature Unknown (2004), Return of the Living Dead: Rave from the Grave (2005), Miles from Home (2006) en Driftwood (2006).
In 2007 had hij een terugkerende rol in de ABC Family-serie Lincoln Heights. Het jaar daarop had hij een rol in de film Gran Torino, geregisseerd en gespeeld door Clint Eastwood. Hetzelfde jaar verscheen hij als zanger in de videoclip Right Here van Brandy.
In 2009 speelde hij in de film Hollywood Horror samen met zijn vrouw Tia Mowry en haar tweelingzus Tamera Mowry. Later dat jaar had hij een rol in de romantische komedie He's Just Not That Into You en de dramafilm Dough Boys. Hardrict had ook een gastoptreden in de CW-serie The Game samen met zijn vrouw. Hij speelde in de aflevering Hill Street Blues.

### Privéleven
Hadrict trouwde in 2008 met actrice Tia Mowry.

## Filmografie

### Films
| Jaar                                         | Titel              | Rol |
| -------------------------------------------- | ------------------ | --- |
| 1999                                         |                    |     |
| Never Been Kissed                            | Packer             |     |
| 2001                                         |                    |     |
| Soul Searching                               | Cory               |     |
| Crazy/Beautiful                              | Wilcox             |     |
| 2004                                         |                    |     |
| Creature Unknown                             | Lance              |     |
| 2005                                         |                    |     |
| Return of the Living Dead: Necropolis        | Cody               |     |
| Return of the Living Dead: Rave to the Grave | Cody               |     |
| 2006                                         |                    |     |
| Miles from Home                              | John Conway        |     |
| The Contract                                 | Onbekend           |     |
| Driftwood                                    | Darryl             |     |
| 2007                                         |                    |     |
| Neighborhood Watch                           | James              |     |
| 2008                                         |                    |     |
| Gran Torino                                  | Duke               |     |
| 2009                                         |                    |     |
| The Least Among You                          | Roscoe             |     |
| He's Just Not That Into You                  | Tyrone             |     |
| Dough Boys                                   | Smooth             |     |
| 2011                                         |                    |     |
| World Invasion: Battle Los Angeles           | Cpl. Jason Lockett |     |
| The Day                                      | Henson             |     |
| Dance Fu                                     | Tk                 |     |
| 2013                                         |                    |     |
| Warm Bodies                                  | Kevin              |     |
| Lovelace                                     | Frankie Crocker    |     |
| 2014                                         |                    |     |
| American Sniper                              | 'D' / Dandridge    |     |
| Walk of Fame                                 | Nate               |     |
| Car Dogs                                     | Boyd               |     |

### Televisie
| Jaar                           | Titel              | Rol                                                           | Aflevering     |
| ------------------------------ | ------------------ | ------------------------------------------------------------- | -------------- |
| 1997                           |                    |                                                               |                |
| Smart Guy                      | Kind               | Dateline                                                      |                |
| 1998                           |                    |                                                               |                |
| Smart Guy                      | Kind               | My Two Dads                                                   |                |
| Felicity                       | R.A. #4            | Drawing the Line: Part 1                                      |                |
| ER                             |                    |                                                               |                |
| 1999                           | Lil 'Toine         | Split Second                                                  |                |
|                                | Once and Again     | James                                                         | Outside Hearts |
| 2000                           |                    |                                                               |                |
| Chicago Hope                   | Joe williams       | Painful Cuts                                                  |                |
| Pacific Blue                   | Ty Davis           | A Thousand Words                                              |                |
| City of Angels                 | Jamon              | Nathan's Hot Dog                                              |                |
| 2001                           |                    |                                                               |                |
| Angel                          | Ray                | The Thin Dead Line                                            |                |
| Boston Public                  | John               | Chapter Twenty-Two                                            |                |
| Go Fish                        | Letterman          | Go Wrestling                                                  |                |
| The Huntress                   | Jiks               | Showdown                                                      |                |
| That's Life                    | Onbekend           | The Devil and Miss DeLucca                                    |                |
| 2002                           |                    |                                                               |                |
| Any Day Now                    | Mike               | Just the Beginning: Part 2                                    |                |
| The District                   | Kenny              | Payback                                                       |                |
| NYPD Blue                      | Onbekend           | Death by Cycle                                                |                |
| 2003                           |                    |                                                               |                |
| Strong Medicine                | Onbekend           | PMS, Lies and Red Tape                                        |                |
| CSI: Miami                     | Darnell jackson    | Dead Woman Walking                                            |                |
| The Shield                     | Louis              | Coyotes                                                       |                |
| ER                             | Curtis             | Foreign Affairs                                               |                |
| Cold Case                      | Joe Washington     | The Runner                                                    |                |
| Law & Order                    | Henry lift         | Identity / Blaze                                              |                |
| 2004                           |                    |                                                               |                |
| Like Family                    | Todd               | Ladies Night/ My Two Moms                                     |                |
| CSI: Crime Scene Investigation | Ross Davis, Biker  | Early Rollout                                                 |                |
| Without a Trace                | Gerald Billingsley | Trials                                                        |                |
| 2006                           |                    |                                                               |                |
| Shark                          | Marcus Jones       | LAPD Blue                                                     |                |
| 2007                           |                    |                                                               |                |
| CSI: NY                        | Luther Fields      | One Wedding and a Funeral                                     |                |
| Heroes                         | Hype Wilson        | Chapter Eleven 'Powerless'/Chapter Ten 'Truth & Consequences' |                |
| K-Ville                        | Terence Jackson    | Critical Mass                                                 |                |
| Lincoln Heights                | Luc Bisgaier       | 9 afleveringen                                                |                |
| 2008                           |                    |                                                               |                |
| K-Ville                        | Terence Jackson    | Game Night                                                    |                |
| 2009                           |                    |                                                               |                |
| The Game                       | Tony the cable guy | Hill Street Blues/ Truth and Consequences                     |                |
| Saving Grace                   | Dylan Putnam       | Am I Gonna Die Today?                                         |                |
| 2010                           |                    |                                                               |                |
| Dark Blue                      | Josh               | Shell Game                                                    |                |
| 2012                           |                    |                                                               |                |
| Let's Stay Together            | Derek              | The Choice Is Yours                                           |                |
| 2013                           |                    |                                                               |                |
| Eastbound & Down               | Walter             | Chapter 22                                                    |                |